# Kasiely Clemente
Kasiely Clemente (Nova Aurora, 6 de dezembro de 1993) é uma voleibolista indoor brasileira, atuante na posição Ponteira, com marca de alcance de 294 cm no ataque e 281 no bloqueio, que atuando pela base da Seleção Brasileira conquistou a medalha de ouro na edição do Campeonato Sul-Americano Sub-22 de 2014 na Colômbia e  no Campeonato Mundial Sub-23 de 2015 na Turquia. Pela seleção principal conquistou a medalha de ouro no Campeonato Sul-Americano de 2021 na Colômbia. Atualmente, é ponteira no Sesi Bauru onde conquistou o vice-campeonato paulista 2024.

## Carreira
Iniciou na modalidade em sua cidade natal por volta dos 7 anos de idade, sendo influenciada por familiares, representou o COC/Cascavel e também o Sion/Nutry/Curitiba, após se destacar surgiu a chance de migrar para São Paulo e ser jogadora do EC Pinheirosincialmente nas categorias de base, depois, integrou o elenco profisisonal na temporada 2011-12 esteve inscrita no elenco adulto que terminou na nona colocação da Superliga Brasileira A e esteve por cinco temporadas neste clube, na base conquistou os títulos do Campeonato Paulista Infantojuvenil de 2010 e do Campeonato Paulista Juvenil de 2011.
Na temporada 2014-15 conquistou a Copa São Paulo de 2014 e o título da Copa Brasil de 2015 sediada em Cuiabá.Em 2014 representando o país na categoria Sub-22 disputou a edição do Campeonato Sul-Americano em Popayán e conquistou a medalha de ouro
para disputar o Campeonato Mundial Sub-23 sediado em Ankara obtendo a medalha de bronze.
No período 2015-16 é contratada pelo Terracap/Brasília Vôlei, contribuiu para a equipe avançar as quartas de final da Superliga Brasileira A 2015-16, finalizando na quinta posição, a melhor campanha do clube na competição, e finalizou na sexta posição na Copa Brasil de 2016 em Campinas.
Nas competições de 2016-17 foi contratada pelo Rio do Sul/Unimed/Delsoft sagrando-se campeã do Campeonato Catarinense de 2016.Foi convocada para representar o país em edições da Universíada de Verão, desta vez foi em 2017, sendo realizada em Taipei, ocasião que cursava Administração pela Universidade Paulista (UNIP) e conquistou a nona posição.
Transferiu-se para o Rexona-Sesc/RJ para a jornada esportiva de 2017-18 e sagrou-se campeã  da Supercopa Brasil de 2017 e também do Campeonato Carioca de 2017e vice-campeã da edição do Campeonato Sul-Americano de Clubes de 2018 e foi vice-campeã da Superliga Brasileira A 2017-18.
Renovou com o Rexona-Sesc/RJ para a jornada 2018-19 sagrando-se bicampeã carioca e na temporada de 2019-20 é contratada pelo Itambé/Minas, sendo campeã da edição do Campeonato Mineiro de 2019, , permanecendo no clube , sendo campeã do Campeonato Sul-Americano de Clubes de 2020, realizado em Uberlândia, conquistando o bicampeonato mineiro em 2020, terceiro lugar na Copa Brasil de 2020 em Jaraguá do Sul e sagrou-se campeã da Superliga Brasileira A 2020-21.
Na temporada seguinte foi contratada pelo Dentil/Praia Clube conquistou os títulos do Campeonato Mineiro de 2021, da Supercopa Brasileira em Brusque de 2021 e contribuiu para o Campeonato Sul-Americano de Clubes de 2021 sediado em Brasília.

## Títulos e resultados
- Superliga Brasileira Aː2020-21 e 2022-23
- Superliga Brasileira Aː2017-18[21]
- Supercopa Brasileira de Voleibolː2017[18] e 2021
- Supercopa Brasileira de 2023
- Copa Brasil de 2024
- Copa Brasil:2015[4]
- Copa Brasil:2023
- Copa Brasil:2022
- Campeonato Mineiroː2019, 2020, 2021 e 2023
- Campeonato Mineiroː2022
- Campeonato Cariocaː2017[19]
- Campeonato Catarinenseː2016
- Copa São Pauloː2014[4]
- Campeonato Paulista Juvenilː2011[4]
- Campeonato Paulista Infantojuvenilː2010[4]

## Premiações individuais
- 2aMelhor Ponteira do Campeonato Sul-Americano de Clubes Feminino de 2021